# Waita
Le fleuve Waita  (en anglais : Waita River) est un cours d’eau de la  région de la  West Coast situé dans l’Île du Sud de la  Nouvelle-Zélande.

## Géographie
Il s’écoule généralement vers l’ouest pour atteindre la Mer de Tasman à 10 kilomètres au nord-est de l’embouchure de la rivière  Haast . Le fleuve a sa source sur le flanc ouest de la chaîne de ‘Mataketake Range’  et passe à travers une forêt native et dense, qui s’ouvre sur des fermes avant de passer sous la State Highway 6. La rivière Maori est un des affluents du fleuve Waita.
Il y a un certain nombre de cabanons (Bach (New Zealand) (en)) qui sont situés  près de la rivière au-delà du point où elle croise la route nationale . Environ sept résidents permanents vivent là, dans des cabanes, qui datent des années 1900  et ont une valeur historique. Le DOC ou Department of Conservation, qui administre les terrains sur lesquelles ces cabanons sont situés, voudrait qu’ils soient retirés avant  2025 dans le cadre de la  Conservation Management Strategy (CMS). Ceci est la base de la politique pour autoriser des logements privés sur un terrain public. La version finale de la CMS permet les cabanons (bachs) s’ils sont disponibles pour le public  .